# La Fille en bleu
Pour les articles homonymes, voir U-Turn.
Pour plus de détails, voir Fiche technique et Distribution.
La Fille en bleu (U-Turn) est un film canadien réalisé par George Kaczender, sorti en 1973.

## Synopsis
Scott, un avocat montréalais, cherche à retrouver une femme qu'il a brièvement rencontré quatre ans plus tôt lors de l'été.

## Fiche technique
- Titre : La Fille en bleu
- Titre original : U-Turn
- Réalisation : George Kaczender
- Scénario : Douglas Bowie et George Kaczender
- Musique : Neil Chotem
- Photographie : Miklós Lente
- Montage : George Kaczender
- Production : George Kaczender
- Société de production : DAL Productions et George Kaczender Productions
- Pays :  Canada
- Genre : Drame
- Durée : 99 minutes
- Dates de sortie : 
  -  Canada : 15 août 1973

## Distribution
- David Selby : Scott Laithem
- Maud Adams : Paula / Tracy
- Gay Rowan : Bonnie
- William Osler : le professeur Bamberger
- Diane Dewey : Holly
- Michael Kirby : Kippie
- Elsa Pickthorne : Georgette
- Donald Ewer : Les Turnbull
- Marilyn Lazar-Medicoff : Melody
- Terry Haig : Blair Bolton
- Maryann Joffe : Cindy

## Distinctions
Le film a été présenté en sélection officielle en compétition lors de la Berlinale 1973.